# 埃爾圖魯爾號戰艦遇難事件

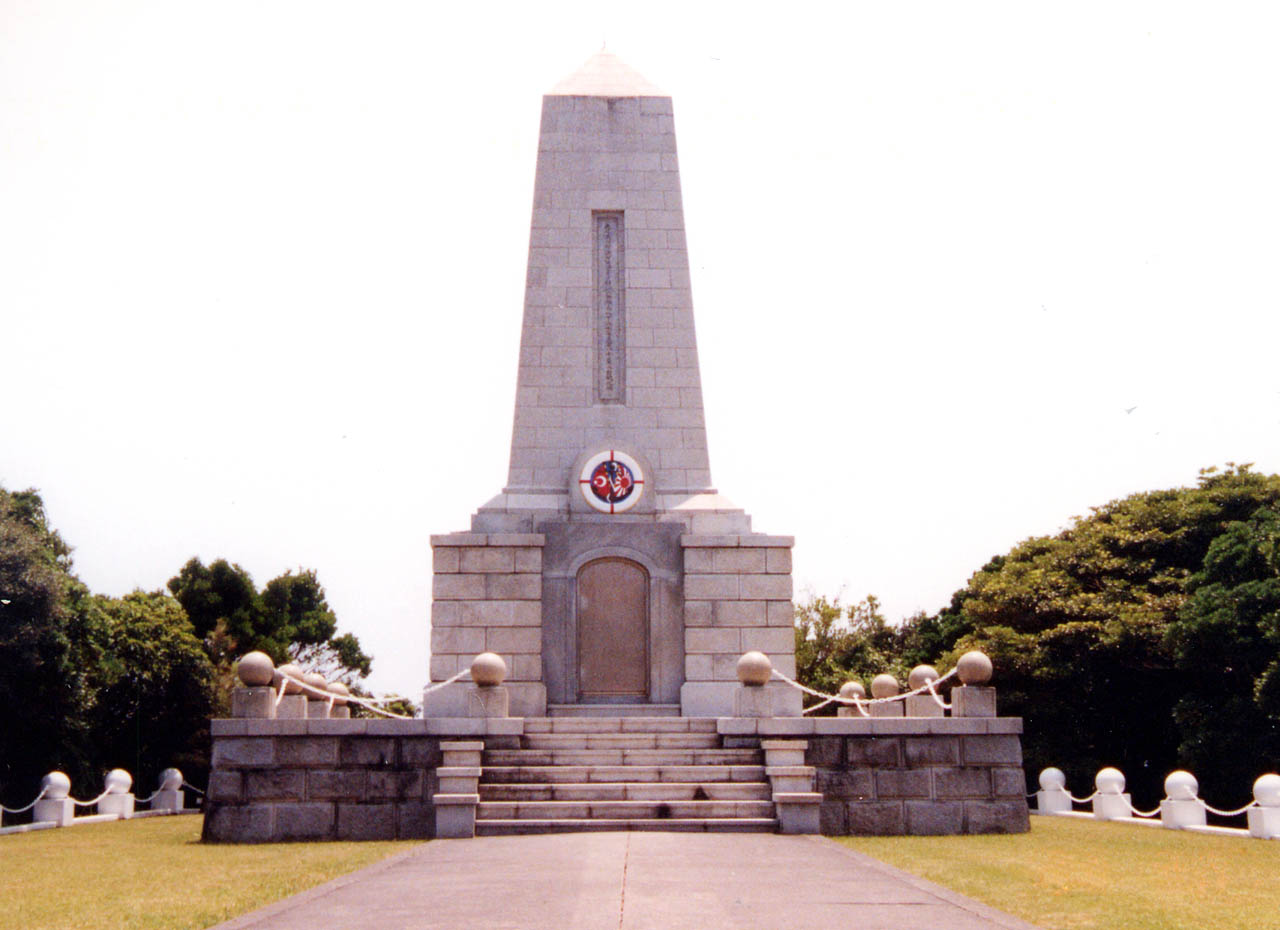
埃爾圖魯爾號戰艦遇難將士紀念碑
（和歌山県串本町）

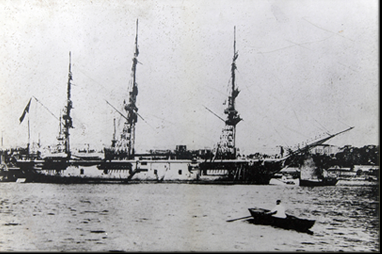
相片是鄂圖曼帝國海軍「埃爾圖魯爾號戰艦」。

埃爾圖魯爾號戰艦遇難事件發生在1890年（明治23年）9月16日半夜、鄂圖曼帝國（現在土耳其）的軍艦埃爾圖魯爾號戰艦(Ertuğrul Fırkateyni)、在現今和歌山県串本町、紀伊大島的樫野埼東方海上觸礁沈沒，超過500人遇難的事件。

## 事件經過

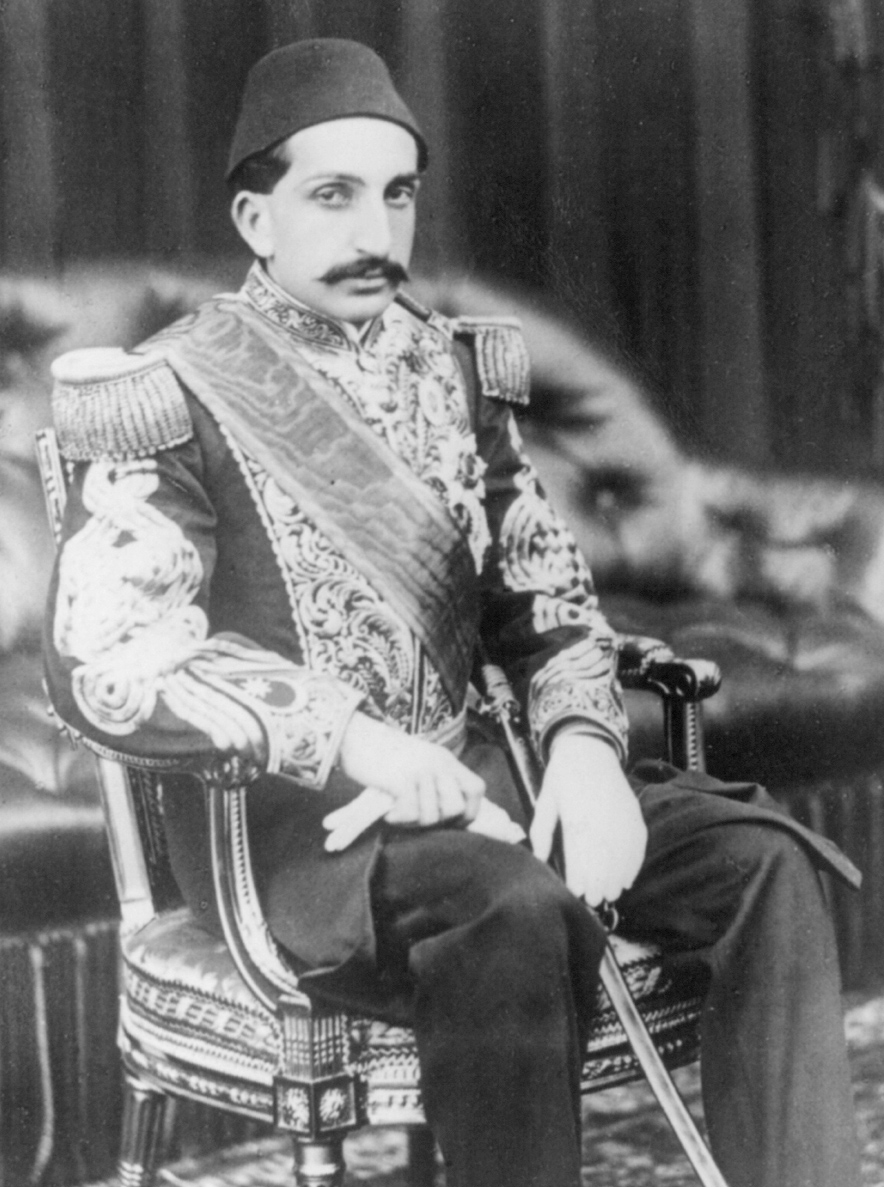
阿卜杜勒-哈米德二世.

### 訪日
木造的巡防艦・埃爾圖魯爾號（1864年建造、全長76m）、應 1887年，小松宮夫妻的在伊斯坦堡訪問時的要求、兼前往大日本帝国（日本）作 鄂圖曼帝國海軍的航海訓練為目的。
1889年7月14日、在伊斯坦堡離開港口。遇到無數的困難，用了11個月的時間，在翌年1890年6月7日、終於到達日本。
埃爾圖魯爾號的司令官抵達橫濱港，是鄂圖曼帝國最初訪日的親善訪日使節團。

### 回程時遇難

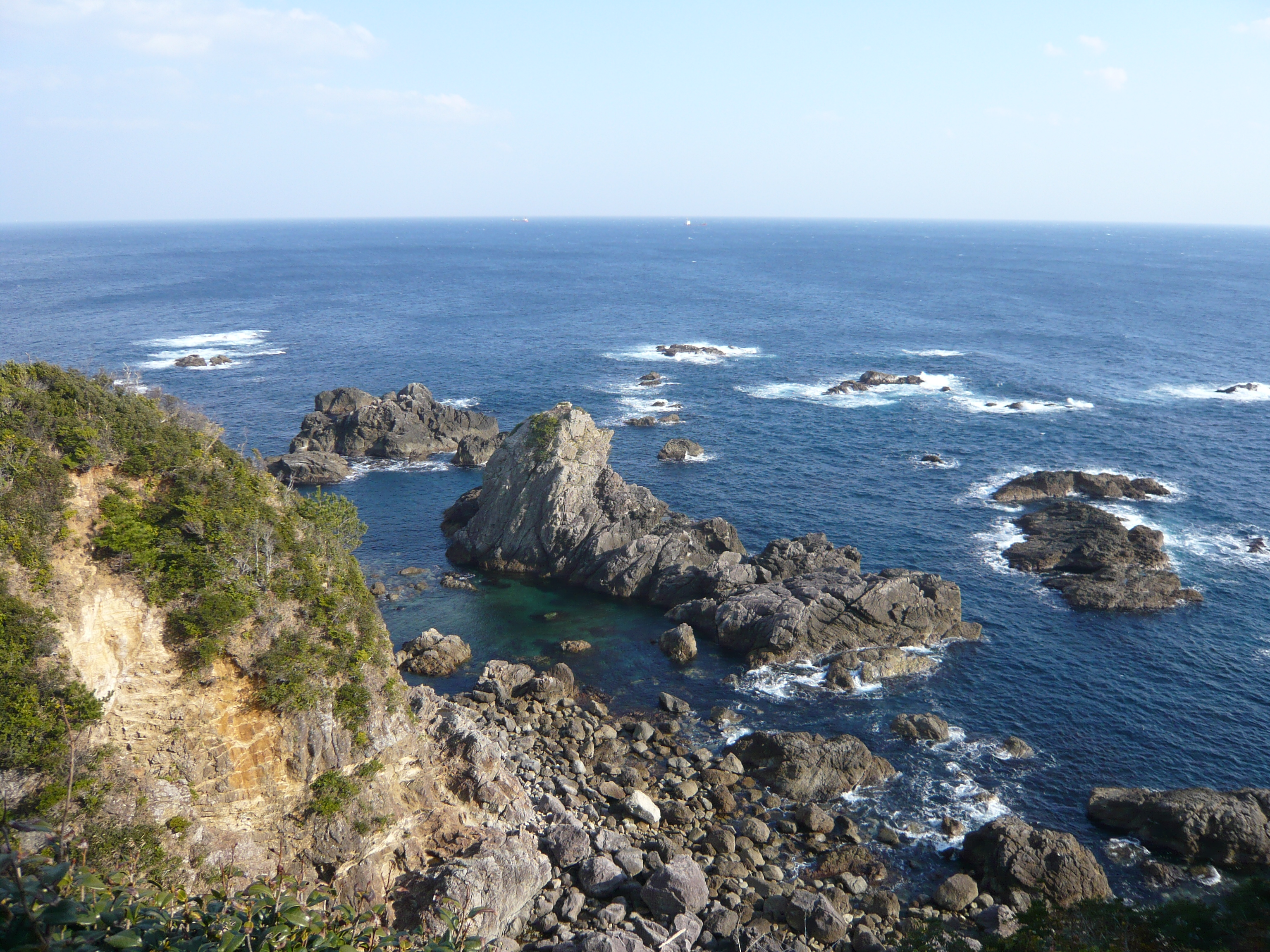
紀伊大島土耳其記念館對出的海岸。相片正中央的岩礁正是當年埃爾圖魯爾號觸礁的位置

埃爾圖魯爾號離開伊斯坦堡之後，艦隊和船員的消耗，加上資金不足和物資不足已經到達極限。而且大多數的船員也有霍亂，所以打算提前在9月15日回程。
就在他們即將回國之際，遇上了颱風季節。日本政府好言相勸，請他們等颱風過後再啟程，但鄂圖曼皇帝阿卜杜勒-哈米德二世心意已決，要求船艦出航，結果最終釀成悲劇。
9月16日21時左右受到颱風影響，最終在紀伊大島樫野崎撞上了岩礁。觸礁的埃爾圖魯爾號船艙及引擎入水，22時半左右沈沒後，司令官Osman Pascha和600名以上的船員跌入海中。

### 救難活動
大約有10名船員勉強游到岸邊向燈塔人員求救，雖然言語不遇，但使用國際信號旗來表達後，知道有船觸礁。於是當地人冒着暴風雨，出動全村居民來救援、照料這群遇難者。儘管當地漁民他們自己也窮得難以維生，而且在颱風季節不能出海捕魚，在食物不足的情況下，卻還是慷慨地拿出僅有的食物，他們提供了浴衣、雞蛋、番薯 和 應急才食用的雞 等等，竭盡所能幫助生還者。結果樫野的寺廟、学校、燈塔收容了69名被救出的生還者，還有587名船員下落不明。

### 送還
日本海軍護衛艦、「比叡號」和「金剛號」、在遇難事件發生後的20日，即10月5日、在東京的品川灣離開日本、接送鄂圖曼帝國船員回家。翌年1891年1月2日到達鄂圖曼帝國的首都伊斯坦堡。

## 圖像

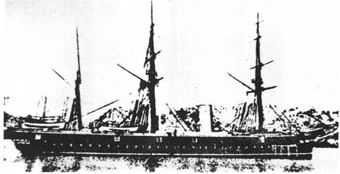
比叡
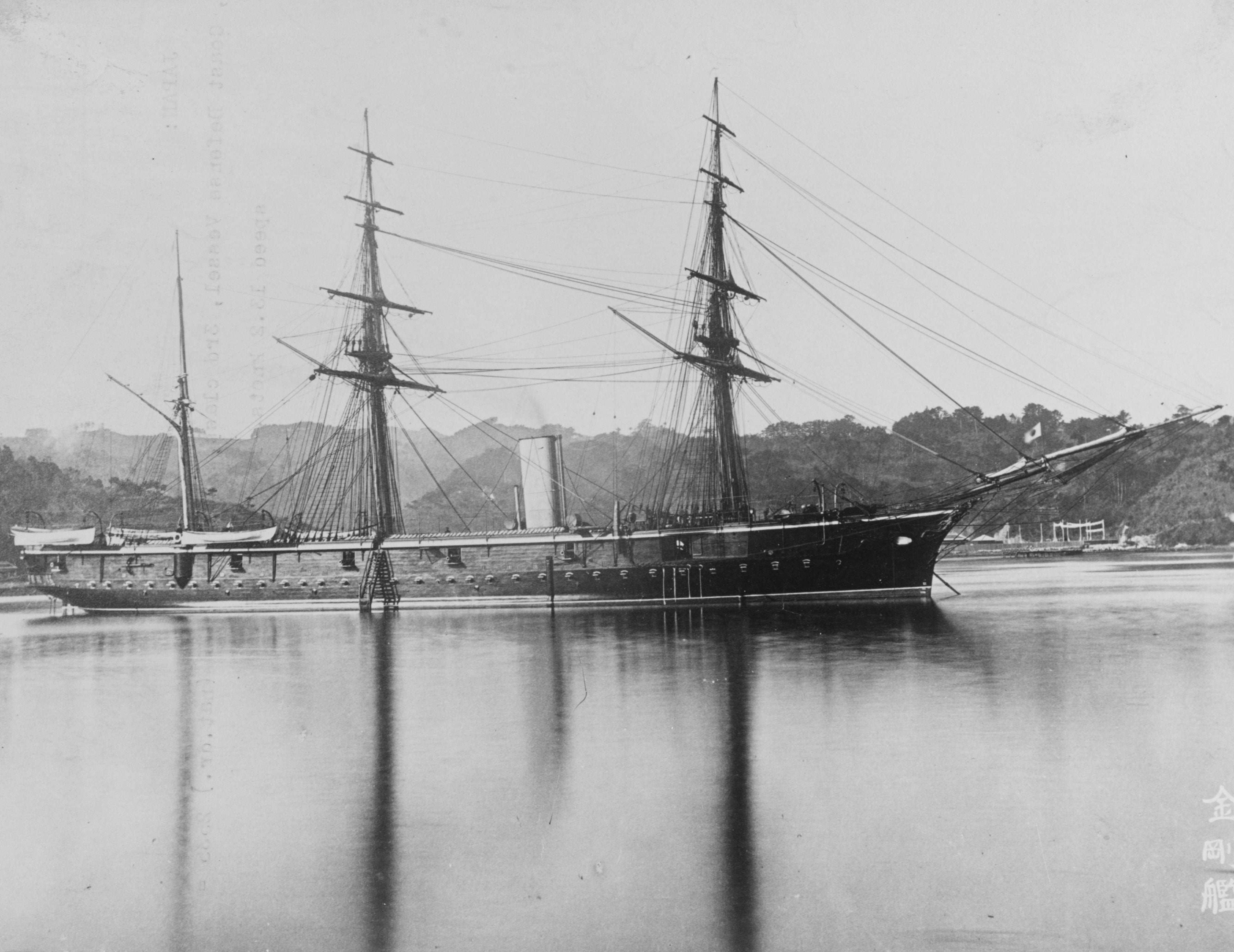
金剛

## 遇難事件後的日土關係
埃爾圖魯爾號戰艦遇難 對鄂圖曼帝國國內 造成很大衝撃。但由於新聞報導日本大島村民的救援行動 和 日本政府盡力救援的事蹟，令當時鄂圖曼帝國的人民，對遙遠的日本產生好感 和 抱有好的印象，這也是現在土耳其人親日的原由。

### 集體回憶
埃爾圖魯爾號戰艦遇難事件、是日土友好關係的起點。現在一般土耳其人一說起日土的歴史時、定必會想起埃爾圖魯爾號戰艦遇難事件。即使過了超過100年，但現代的土耳其人也不會忘記埃爾圖魯爾號戰艦遇難事件，現在土耳其的小孩子學習的歷史教科書裡面，也詳細記錄這件遇難事件。

### 兩伊戰爭

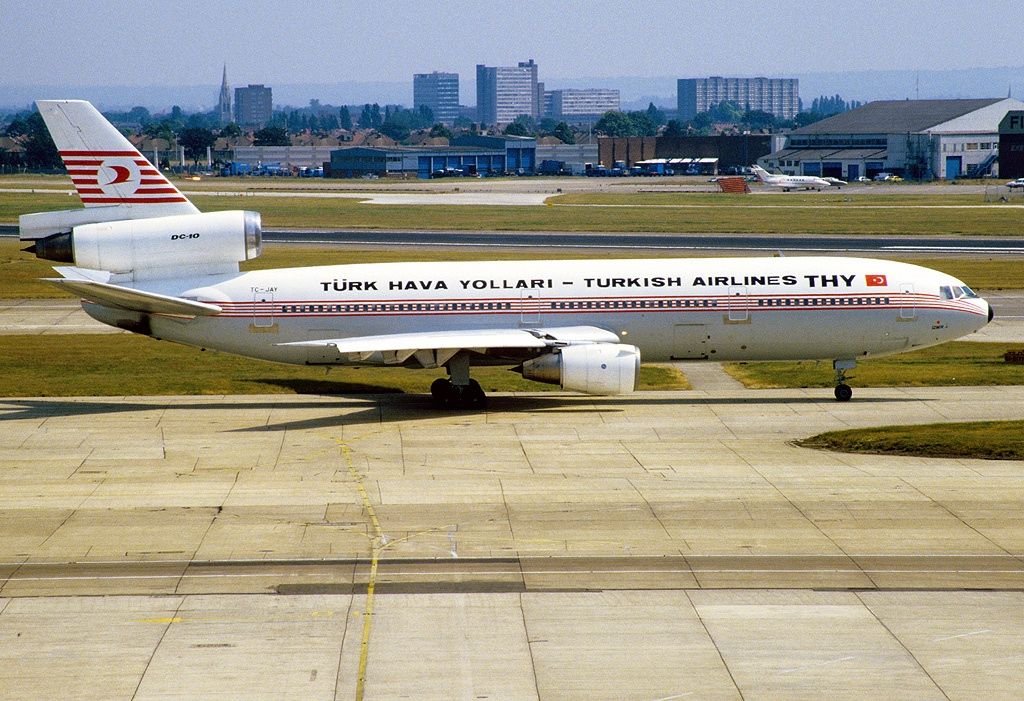
運送日本人的土耳其航空DC-10，機體號碼TC-JAY）

1985年發生兩伊戰爭、伊拉克的總統薩達姆宣佈、將會在48小時在伊朗上空進行無差別飛機擊墜行動。駐留在伊朗的215名日本人頓時命在旦夕。
但日本政府基於自衛隊不可派遣海外，無法出動航空自衛隊。日本駐伊朗大使野村豐向土耳其使館求助，土耳其政府接受請求，由土耳其航空增派兩班專機，協助日本人離開伊朗。目的只是報答日本人當年幫助埃爾圖魯爾號戰艦的恩情。

## 延伸閲讀
- Bird, Winnifred. . Japan Times. 2008-04-13  [2022-01-22]. （原始内容存档于2022-01-22）.

## 參閲
- 樫野埼燈塔(樫野埼灯台)
- 埃爾圖魯爾號戰艦（土耳其語：Ertuğrul (fırkateyn)）(Ertuğrul Fırkateyni)

## 外部連結
- Ertuğrul salvage project official website 的存檔，存档日期2016-11-02. （土耳其語）
- トルコ海軍ホームページ （页面存档备份，存于）（英文）
- トルコ海軍によるレポート （页面存档备份，存于）（日語） - 笹川平和財團（日语：笹川平和財団）
- トルコ記念館 （页面存档备份，存于）（日語） - 南紀串本観光協会

template:Ottoman frigate Ertuğrul
template:1890 shipwrecks